# Вайсиг (Кубшюц)

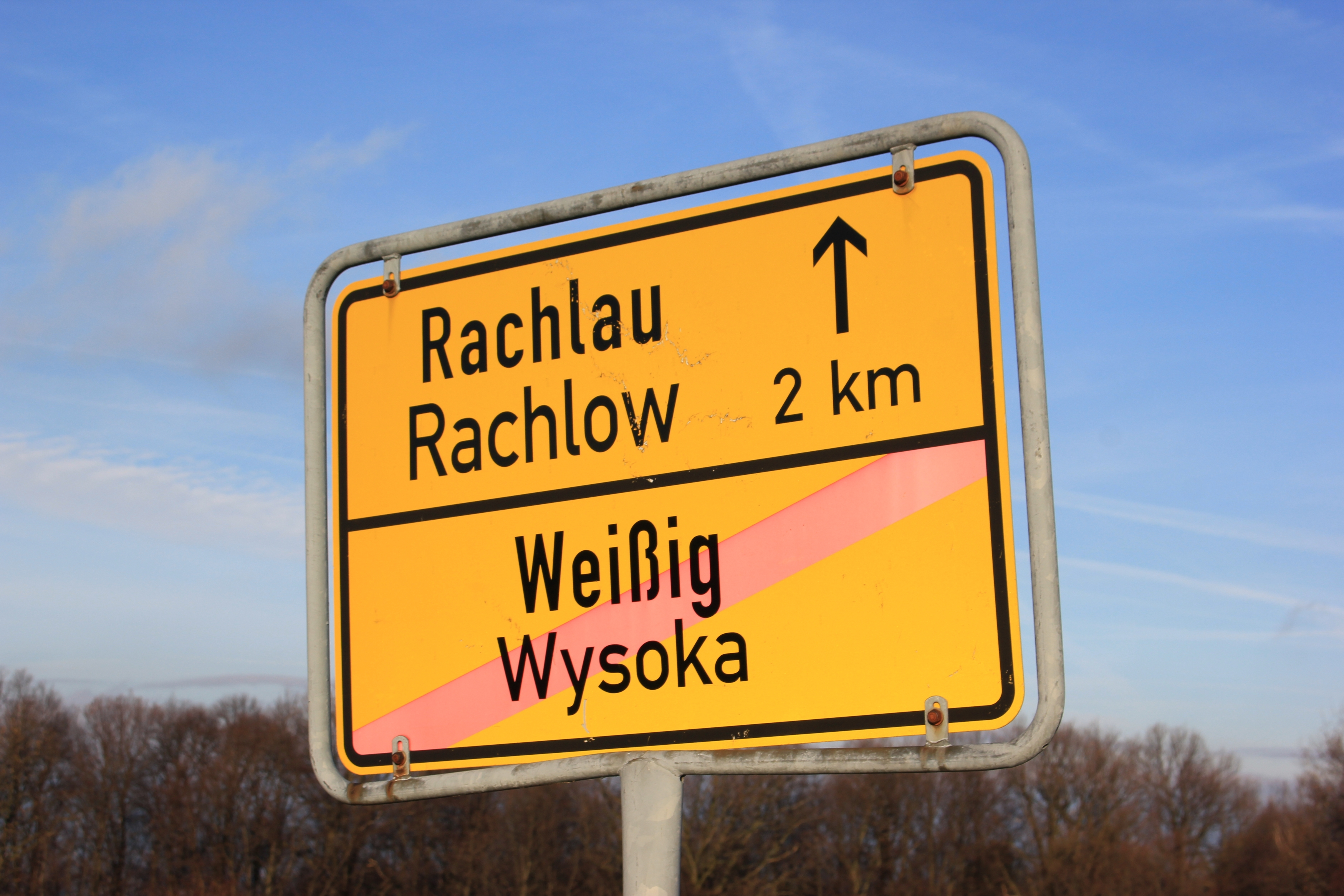
Двуязычный дорожный указатель

Ва́йсиг или Вы́сока (нем. Weißig; в.-луж. Wysokaо файле) — деревня в Верхней Лужице, Германия. Входит в состав коммуны Кубшюц района Баутцен в земле Саксония. Подчиняется административному округу Дрезден.

## География
Располагается примерно в шести километрах юго-восточнее Баутцена и в трёх километрах южнее административного центра коммуны Кубшюца.
Соседние населённые пункты: на севере — деревня Брезов, на северо-востоке — деревни Соврецы и Шекецы, на юго-востоке — деревня Рахлов-под-Чорнобогом, на юге — деревня Деляны, на юго-западе — деревни Сплоск и Любенц коммуны Гроспоствиц.

## История
Впервые упоминается в 1400 году под наименованием Wysag.
С 1936 по 1950 года входила в коммуну Зориц, с 1950 по 1974 года — в коммуну Рахлау. С 1974 года входит в современную коммуну Кубшюц.
В настоящее время деревня входит в состав культурно-территориальной автономии «Лужицкая поселенческая область», на территории которой действуют законодательные акты земель Саксонии и Бранденбурга, содействующие сохранению лужицких языков и культуры лужичан.
Исторические немецкие наименования.
- Wysag, 1400
- Weissag prope blesaw, 1409
- Weysske, 1439
- Weissag, 1496
- Wissag prope Blesaw, 1519
- Weissagk, 1534
- Weissigk, 1550
- Weißag, 1631
- Weißig, 1791

## Население
Официальным языком в населённом пункте, помимо немецкого, является также верхнелужицкий язык.
Согласно статистическому сочинению «Dodawki k statisticy a etnografiji łužickich Serbow» Арношта Муки в 1884 году в деревне проживало 42 человека (из них — 39 серболужичан (93 %)).
| 1834 | 1871 | 1890 | 1910 | 1925 |
| ---- | ---- | ---- | ---- | ---- |
| 33   | 31   | 38   | 38   | 42   |

## Достопримечательности
Памятники культуры и истории земли Саксония
- Каменный дорожный указатель, 19 век (№ 09301188)
- Два жилых дома, Weißig 7, 1790 год (№ 09251928).

Галерея

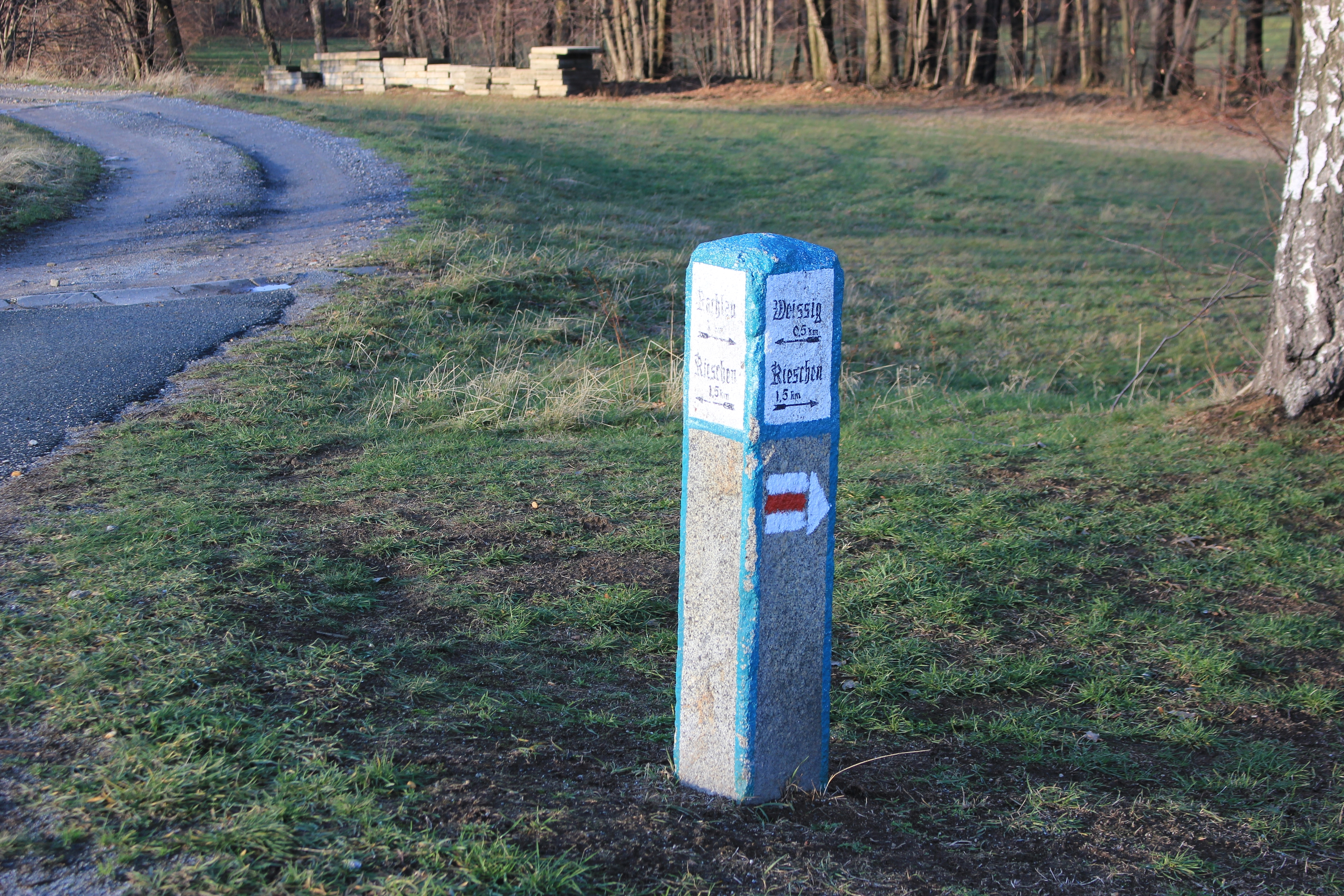
Дорожный указатель
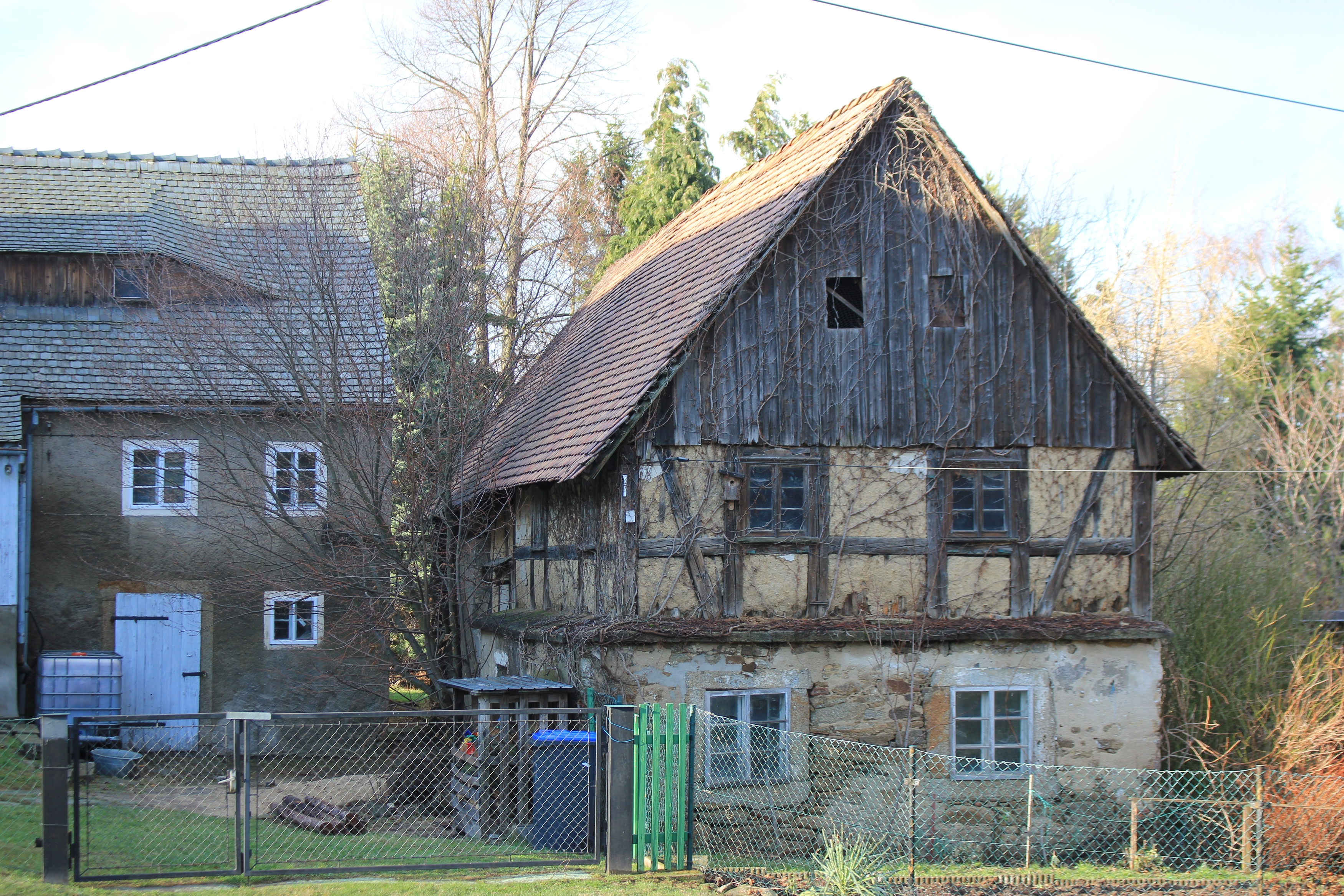
Два дома, Weißig 7